# 50 West Street
Le 50 West est un gratte-ciel résidentiel de 237 mètres construit en 2017 à New York aux États-Unis. 